# Ligne Fukuen
La ligne Fukuen (福塩線, Fukuen-sen) est une ligne ferroviaire exploitée par la West Japan Railway Company (JR West), dans la préfecture d'Hiroshima au Japon. Elle relie la gare de Fukuyama à celle de Shiomachi.

## Histoire
La compagnie Ryobi Light Railway ouvre une ligne entre Fukuyama et Fuchū en 1914. La compagnie est nationalisée en 1933. La même année, la société gouvernementale des chemins de fer japonais ouvre la section entre Shiomachi et Kisa. En 1935, la ligne est prolongée de Kisa à Joge. Enfin la section entre Fuchū et Joge ouvre en 1938, complétant la ligne.

## Caractéristiques

### Ligne
- Longueur : 78,0 km
- Ecartement : 1 067 mm
- Electrification : courant continu 1500 V entre Fukuyama et Fuchū

### Interconnexion
A Shiomachi, tous les trains continuent sur la ligne Geibi jusqu'à la gare de Miyoshi.

### Liste des gares

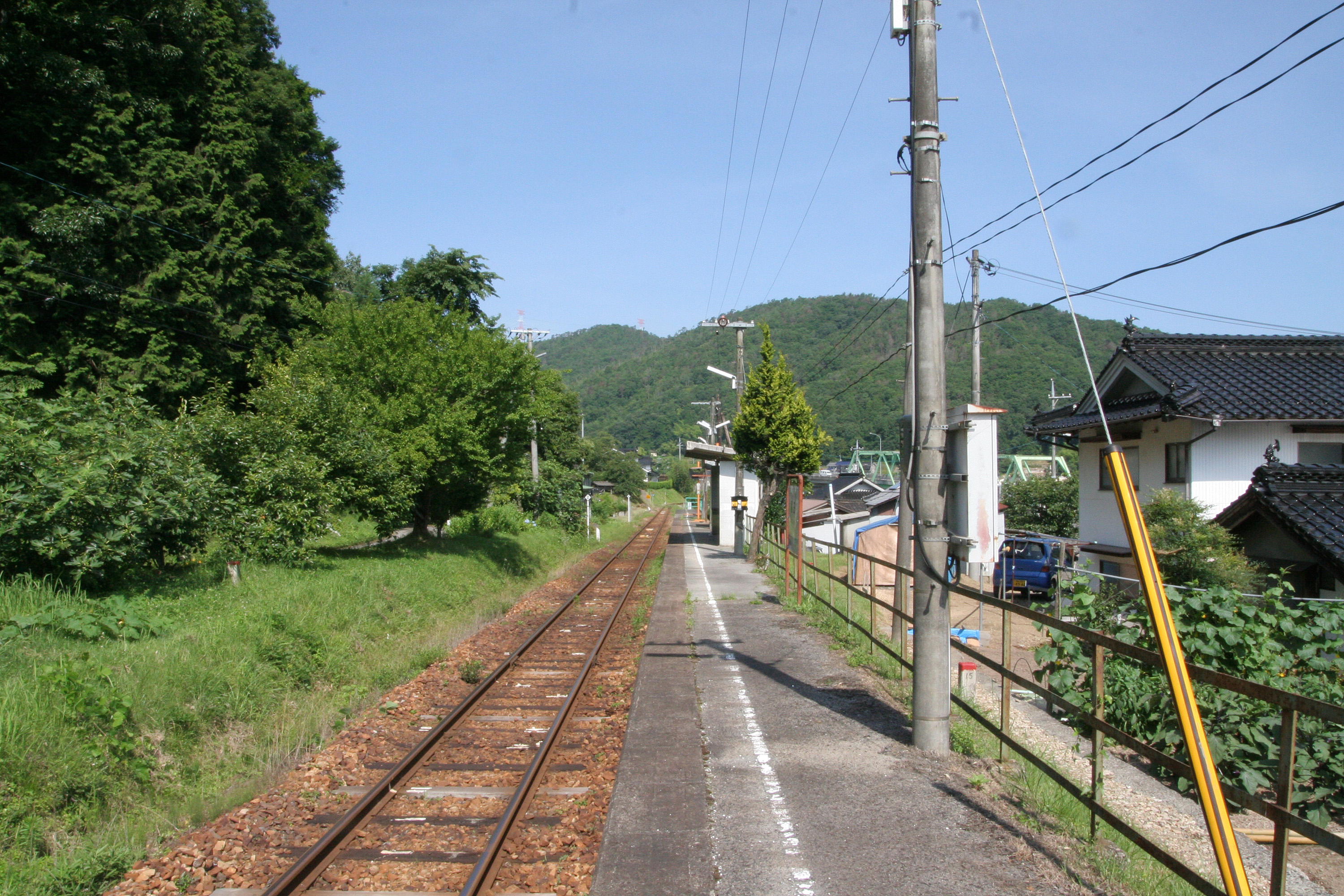
La ligne à Kajita

| Gare         | Nom japonais | Distance depuis Fukuyama (km) | Correspondances                   | Localisation |
| ------------ | ------------ | ----------------------------- | --------------------------------- | ------------ |
| Fukuyama     | 福山         | 0                             | JR West : Sanyō Shinkansen, Sanyō | Fukuyama     |
| Bingo-Honjō  | 備後本庄     | 1,8                           |                                   | Fukuyama     |
| Yokoo        | 横尾         | 6,1                           |                                   | Fukuyama     |
| Kannabe      | 神辺         | 8,4                           | Ibara Railway : Ibara             | Fukuyama     |
| Yudamura     | 湯田村       | 10,4                          |                                   | Fukuyama     |
| Michinoue    | 道上         | 11,3                          |                                   | Fukuyama     |
| Managura     | 万能倉       | 13,4                          |                                   | Fukuyama     |
| Ekiya (ja)   | 駅家         | 14,6                          |                                   | Fukuyama     |
| Chikata      | 近田         | 16,0                          |                                   | Fukuyama     |
| Tode         | 戸手         | 17,0                          |                                   | Fukuyama     |
| Kamitode     | 上戸手       | 18,8                          |                                   | Fukuyama     |
| Shin-ichi    | 新市         | 20,0                          |                                   | Fukuyama     |
| Takagi       | 高木         | 21,7                          |                                   | Fuchū        |
| Ukai         | 鵜飼         | 22,7                          |                                   | Fuchū        |
| Fuchū (ja)   | 府中         | 23,6                          |                                   | Fuchū        |
| Shimo-Kawabe | 下川辺       | 27,9                          |                                   | Fuchū        |
| Nakahata     | 中畑         | 31,8                          |                                   | Fuchū        |
| Kawasa       | 河佐         | 34,9                          |                                   | Fuchū        |
| Bingo-Mikawa | 備後三川     | 42,4                          |                                   | Sera         |
| Bingo-Yano   | 備後矢野     | 46,6                          |                                   | Fuchū        |
| Jōge         | 上下         | 50,3                          |                                   | Fuchū        |
| Kōnu         | 甲奴         | 54,7                          |                                   | Miyoshi      |
| Kajita       | 梶田         | 57,1                          |                                   | Miyoshi      |
| Bingo-Yasuda | 備後安田     | 62,3                          |                                   | Miyoshi      |
| Kisa         | 吉舎         | 67,3                          |                                   | Miyoshi      |
| Mirasaka     | 三良坂       | 73,6                          |                                   | Miyoshi      |
| Shiomachi    | 塩町         | 78,0                          | JR West : Geibi (interconnexion)  | Miyoshi      |

## Matériel roulant

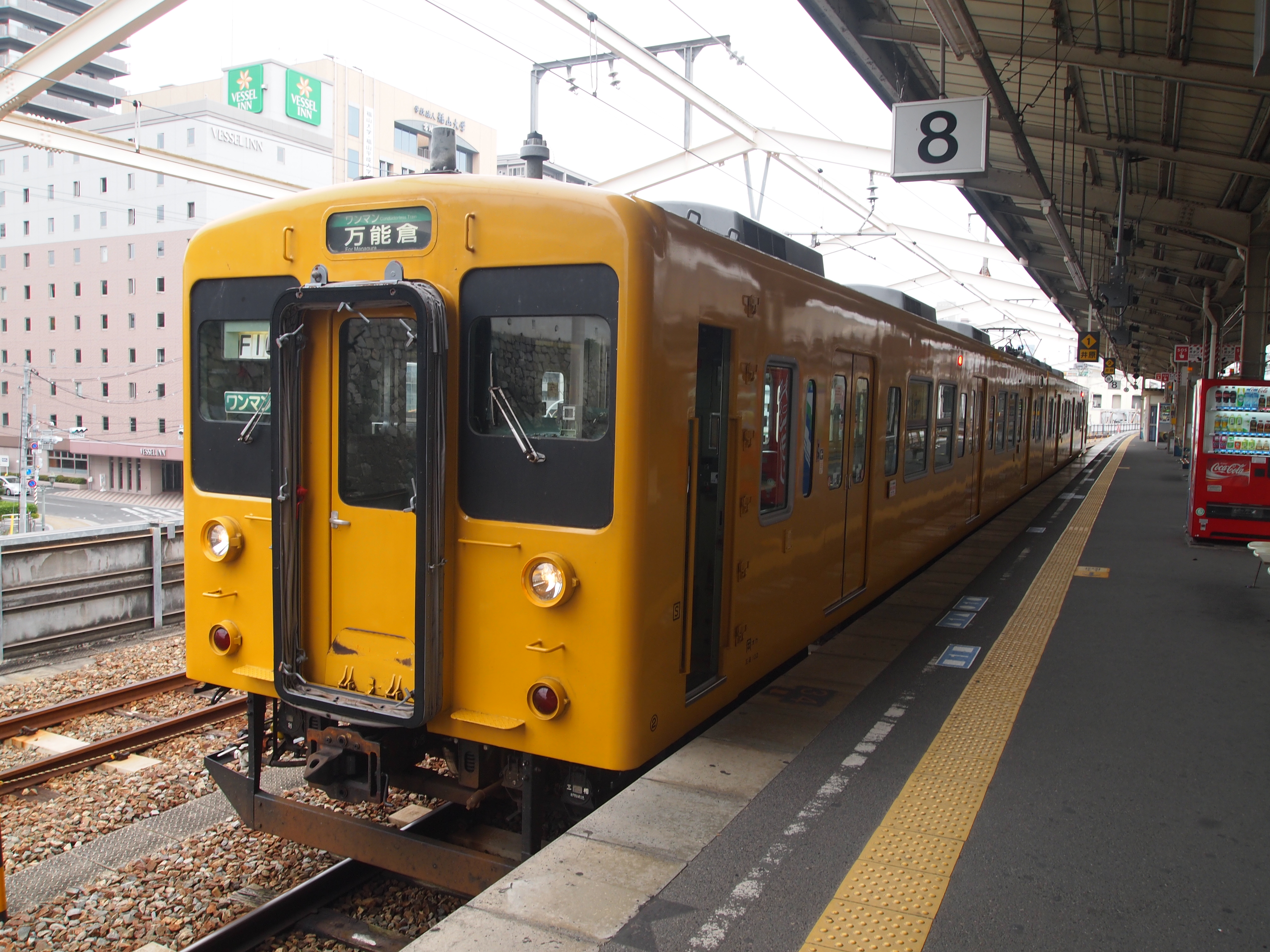
JR série 105
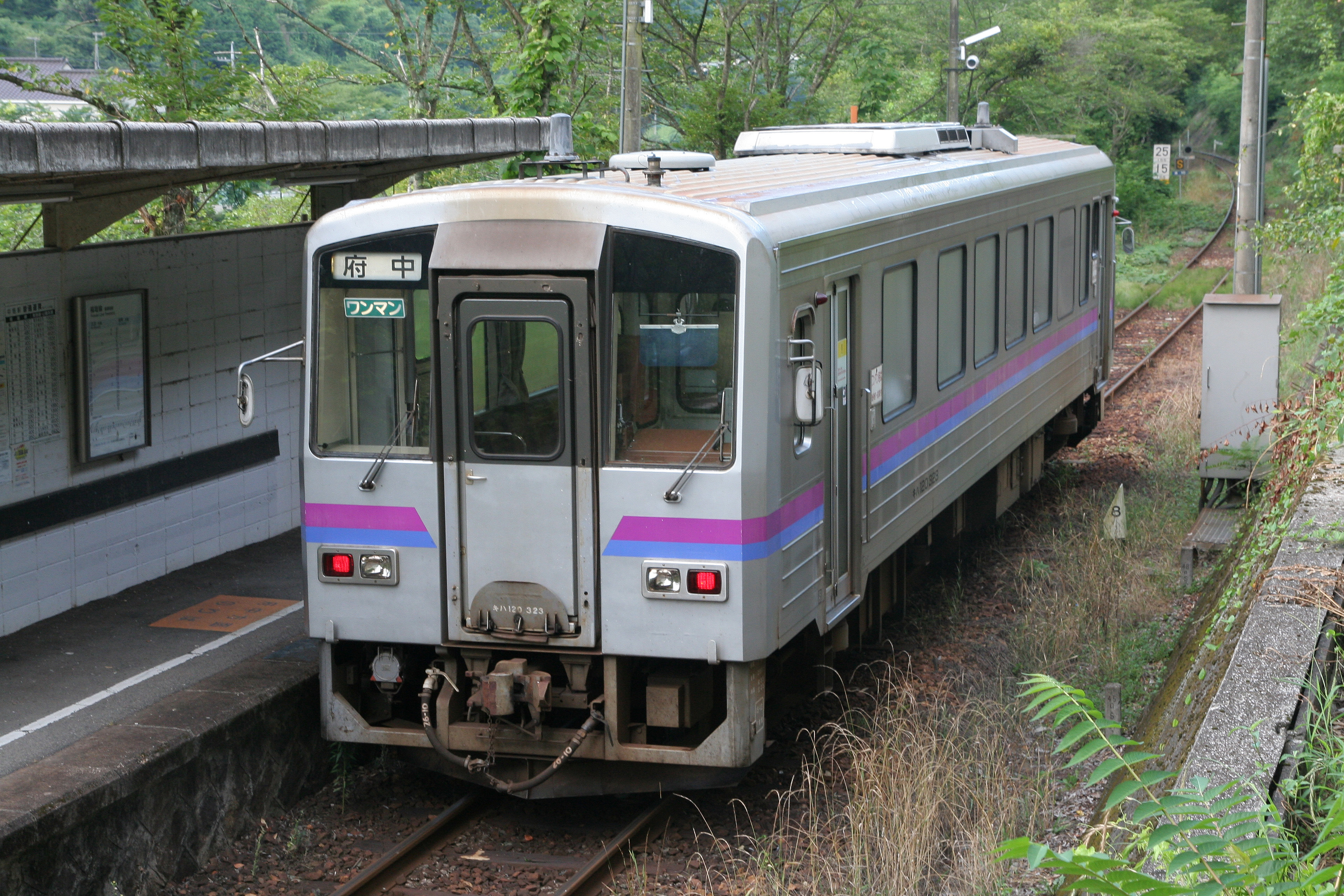
JR série KiHa 120